# T Gruis
T Gruis är en halvregelbunden variabel (SRB-typ) i stjärnbilden Tranan. 
Stjärnan varierar mellan visuell magnitud +8,0 och 12,0 med en period av 137,1 dygn.